# Премія імені Бориса Возницького
Премія імені Бориса Возницького «За вагомий особистий внесок у розвиток музейної справи» — українська недержавна премія для відзначення осіб, котрі зробили вагомий внесок у розвиток музейної справи в Україні.
На вшанування пам'яті видатної особистості — музейного подвижника, Героя України, мистецтвознавця, багаторічного директора Львівської національної галереї мистецтв Бориса Григоровича Возницького (1926–2012).

## Час заснування
Березень 2013 року.
Офіційне оголошення про заснування Премії приурочене до дня народження Бориса Григоровича Возницького.

## Засновники
- Національний культурно-мистецький та музейний комплекс «Мистецький арсенал»
- Львівська Національна галерея мистецтв
- Благодійний фонд «Мистецький Арсенал»

## Статут нагороди
- Премія відзначає виняткові досягнення професіоналів музейної галузі, котрі стали основою етапних якісних змін у роботі окремих музеїв та у музейній справі України загалом. Нагорода має на меті підкреслити унікальне суспільне значення музеїв у сучасному світі і відзначити першорядну роль у розвитку музейної справи найвидатніших професіоналів цієї галузі, вона покликана консолідувати професійну спільноту, пропагувати перспективи професії музейника.
- Премією відзначають музейних працівників, дослідників, науковців, збирачів-ентузіастів, музейні колективи, які своєю діяльністю сприяли виявленню, фіксації, збереженню та популяризації національної культурної спадщини, формуванню та збереженню музейних колекцій, створенню новітніх експозицій, реалізації освітніх проектів, застосуванню інноваційних форм діяльності, інституалізації та популяризації музейної сфери.
- Періодичність — раз на два роки.
- Кількість лауреатів — один.
- Лауреат отримує Диплом та грошову частину Премії (від 20 тисяч гривень).
- Перше вручення — 2013

### Умови участі
Право висувати кандидатури на здобуття Премії мають громадяни України, представники музейних колективів, закладів культури, творчих спілок, бібліотек, університетів, книжкових видавництв, засобів масової інформації тощо.
У межах одного сезону Премії особа або колектив мають право висувати не більше одного кандидата.
Період діяльності номінанта для здобуття Премії значення не має.
Кандидатом на здобуття Премії можна бути необмежену кількість разів.

## 2017
Всього претендентів - 16.

### Номінанти 2017
- Дмитро Кобалій, завідувач відділу охорони пам'яток історії, археології та природи Національного заповідника «Хортиця» (м. Запоріжжя)
- Олександр Пажимський, засновник та багаторічний директор Державного історико-культурного заповідника «Самчики» (с.Самчики, Старокостянтинівський р-н,  Хмельницька обл.)
- Ярослава Ткачук, генеральний директор Національного музею народного мистецтва Гуцульщини та Покуття імені Й. Кобринського (м. Коломия)

### Лауреат 2017
Олександр Пажимський

## 2015

Тетяна Сабодаш
Київ, Мистецький арсенал, 15 квітня 2015

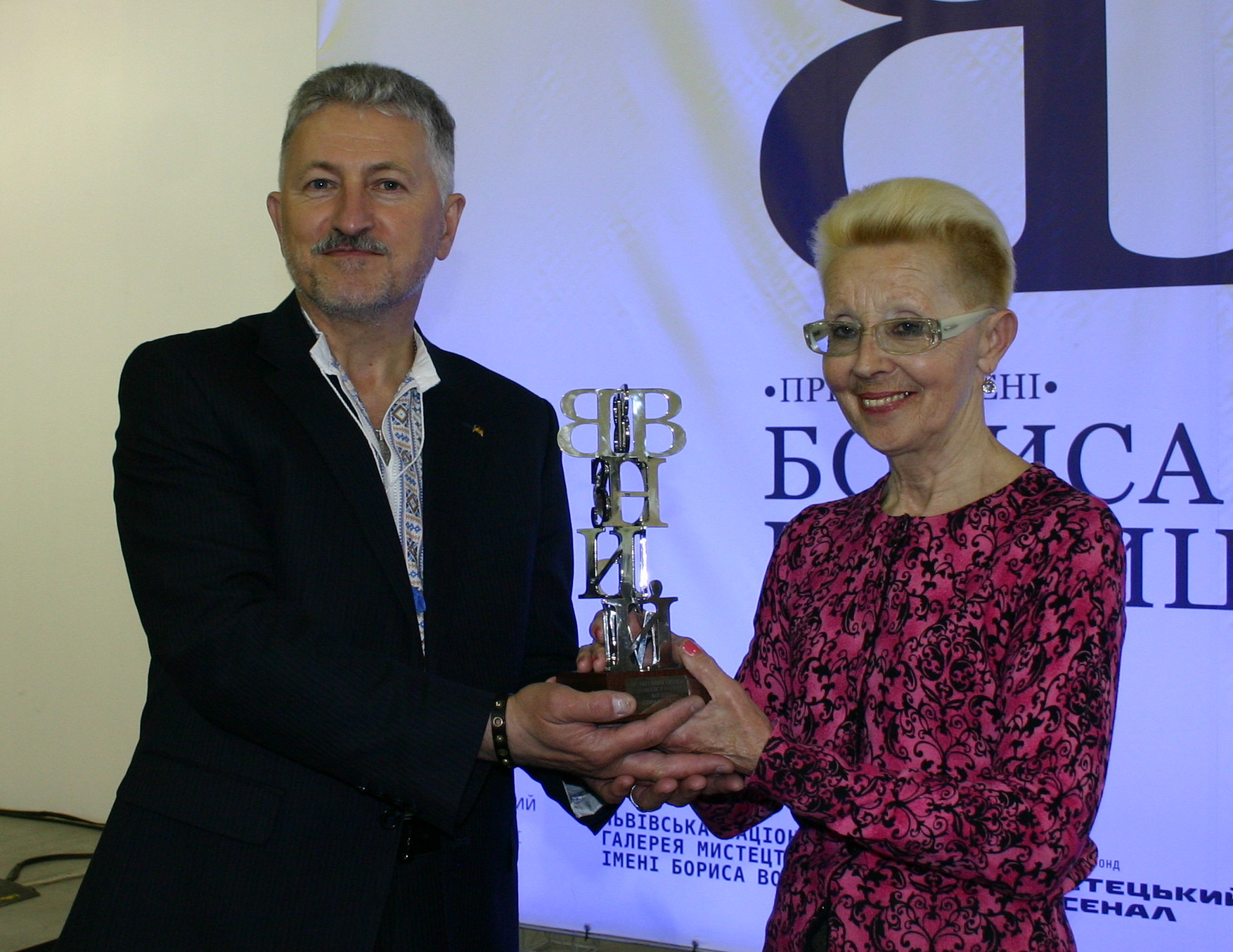
О.Пошивайло (лауреат 2013) та Т.Сабодаш (лауреат 2015)
Київ, Мистецький арсенал, 15 квітня 2015

### Експертна рада
- Ольга Балашова, мистецтвознавець, куратор, викладач НАОМ
- Людмила Губіанурі, директор Літературно-меморіального музею Михайла Булгакова, член Музейної ради при Міністерстві культури України
- Адріана Вялець, директор Музею українського народного декоративно мистецтва, заслужений працівник культури України
- Павло Гудимов, засновник та куратор арт-центру «Я Галерея»
- Сергій Лаєвський, директор Чернігівського історичного музею ім. В.В.Тарновського, президент Українського національного комітету Міжнародної Ради Музеїв
- Владислав Піоро, голова правління ГО «Український центр розвитку музейної справи»
- Ігор Тимець, директор Історико-краєзнавчого музею у м. Винники
- Георгій Шаповалов, директор Запорізького обласного краєзнавчого музею, доктор історичних наук
- Роман Яців, мистецтвознавець, професор Львівської національної академії мистецтв, проректор з наукової роботи ЛНАМ

### Номінанти 2015
У конкурсі брали участь 16 номінантів. Фіналісти премії
- Олександр Пажимський, краєзнавець, історик, етнограф, митець, ініціатор та співавтор створення низки музеїв, зокрема, Музею-садиби «Самчики».
- Тетяна Сабодаш, головний хранитель музею-заповідника «Олеський замок»
- Експедиція підводних археологічних досліджень Національного заповідника «Хортиця».

### Лауреат 2015
- Тетяна Сабодаш [3]

## 2013

### Експертна комісія
Діячі культури і мистецтва України, які входять до складу експертної ради Премії з визначення лауреатів:
- Вялець Адріана, директор Національного музею українського народного декоративно мистецтва, заслужений працівник культури України;
- Івакін Гліб, заступник директора Інституту археології НАН України;
- Копитько Олексій, заступник голови правління Українського центру розвитку музейної справи, керівник проекту «Музейний простір»;
- Лаєвський Сергій, директор Чернігівського історичного музею ім. В. В. Тарновського, президент Українського Національного комітету Міжнародної Ради Музеїв;
- Федорук Олександр, мистецтвознавець, доктор мистецтвознавства, професор, академік Академії мистецтв України;
- Чуєва Катерина, вчений секретар і куратор колекції мистецтва Стародавнього світу Національного музею мистецтв ім. Богдана і Варвари Ханенків, координатор проектів Секції професіоналізації музейного персоналу Українського комітету ICOM;
- Яців Роман, мистецтвознавець, проректор з наукової роботи Львівської національної академії мистецтв, професор.

### Номінанти 2013
Віра Виноградова, генеральний директор Національного музею мистецтв імені Богдана та Варвари Ханенків. Очолює музей із 1996 року. За цей період було завершено реконструкцію особняка Ханенків, де розмістилася експозиція західноєвропейського мистецтва, та відкрито експозиція мистецтва країн Сходу у відремонтованому приміщенні на вул. Терещенківській, 17. Східна експозиція музею на сьогодні є єдиною в Україні за кількістю та якістю представлених творів.
Надія Капустіна, директор Дніпропетровського національного історичного музею імені Д. І. Яворницького. Очолює музей із 1998 року. Виступила ініціатором заснування Всеукраїнського музейного фестивалю «Музей третього тисячоліття», що став майданчиком інноваційного досвіду для професіоналів музейної галузі.
Олесь Пошивайло, провідний науковий співробітник Національного музею-заповідника українського гончарства в Опішному. Засновник та директор (1986–2003) Національного музею-заповідника українського гончарства в Опішному, нині заступник голови Наглядової ради й провідний науковий співробітник Заповідника. Виступив ініціатором створення Національного музею гончарства, музеїв-садиб видатних гончарів і колекціонерів кераміки та формування майже 50-тисячної колекції кераміки.

### Лауреат— 2013
- Олесь Пошивайло[4].